# Erbusco
Erbusco (Erbösch in dialetto bresciano) è un comune italiano di 8 835 abitanti situato in Franciacorta, provincia di Brescia, nella regione Lombardia. Proprio ad Erbusco hanno la loro sede moltissime aziende vitivinicole e lo stesso Consorzio per la tutela del Franciacorta. Erbusco si colloca dunque al centro di un’area di rilevante importanza economica, storico-culturale e turistica: il vitalissimo tessuto produttivo si affianca e convive armonicamente con la presenza delle principali aziende vitivinicole specializzate nella produzione di Franciacorta DOCG. A ciò si aggiunge la presenza di un nucleo storico consolidato (caratterizzato dalla Pieve e dal castello medievali oltre che da numerose dimore storiche cinque, sei e settecentesche) e un’estesa superficie vitata che circonda gli abitati.
Il 25 novembre 2022, con decreto del Presidente della Repubblica, sulla proposta del Ministro degli Interni, è stato concesso il titolo onorifico di Città grazie alla richiesta formulata della lista civica di destra Erbusco Futura e principalmente dai suoi membri Paolo Bertazzoni e Fabrizio Pagnoni. Un traguardo simbolico ma allo stesso tempo molto importante per Erbusco, negli ultimi anni, è divenuta il cuore pulsante e il centro propulsivo della Franciacorta.

## Geografia fisica
Situato ai piedi del Monte Orfano, a un’altitudine di 236 m s.l.m., tra la pianura padana e il bacino idrografico del fiume Oglio. Si estende su una superficie di 16,24 km² e ha una densità abitativa di 535,28 ab./km². È composto dalle frazioni di Villa, Zocco e dalle località di Pedergnano e Spina. Confina con i comuni di Adro, Cazzago San Martino, Coccaglio, Cologne, Palazzolo sull'Oglio, Rovato.

### Clima
Il clima a Erbusco è caldo e temperato, con piovosità significativa durante tutto l'anno.
La temperatura media annuale è di 12,3 °C, essendo luglio il mese con temperature più alte (26,9 °C) e gennaio il mese con temperature più basse (-1,7 °C).
La piovosità media annuale è di 1077 mm. In particolare le piogge sono più scarse nel mese di gennaio (54 mm) e più abbondanti nel mese di novembre (122 mm).
| [ 5 ]               | Mesi | Mesi | Mesi | Mesi | Mesi | Mesi | Mesi | Mesi | Mesi | Mesi | Mesi | Mesi | Stagioni | Stagioni | Stagioni | Stagioni | Anno  |
| [ 5 ]               | Gen  | Feb  | Mar  | Apr  | Mag  | Giu  | Lug  | Ago  | Set  | Ott  | Nov  | Dic  | Inv      | Pri      | Est      | Aut      | Anno  |
| ------------------- | ---- | ---- | ---- | ---- | ---- | ---- | ---- | ---- | ---- | ---- | ---- | ---- | -------- | -------- | -------- | -------- | ----- |
| T. max. media (°C)  | 6,4  | 8,1  | 12,6 | 16,4 | 20,5 | 25,0 | 26,9 | 26,5 | 21,7 | 16,7 | 11,2 | 7,1  | 7,2      | 16,5     | 26,1     | 16,5     | 16,6  |
| T. min. media (°C)  | −1,7 | −1,3 | 1,7  | 5,5  | 10,0 | 14,6 | 17,1 | 17,3 | 13,7 | 9,6  | 4,6  | −0,2 | −1,1     | 5,7      | 16,3     | 9,3      | 7,6   |
| Precipitazioni (mm) | 54   | 58   | 68   | 93   | 104  | 100  | 86   | 95   | 115  | 116  | 122  | 66   | 178      | 265      | 281      | 353      | 1 077 |

### Flora
Erbusco è caratterizzato da diversi caratteri botanici. La parte più a Sud vicino al Monte Orfano che risente delle correnti fredde e umide provenienti dal Lago d'Iseo presenta una notevole varietà di specie arboree. La più diffusa è la Castanea Sativa, ma sulle pendici del Monte Orfano è possibile anche trovare il carpino nero, la robinea, alcune querce, il pino nero, gli olmi e gli ornielli. Il sottobosco è composto in prevalenza da felci aquiline, molinie, edera e festuca solcata.
Il terreno è secco e debolmente acido. Dai piedi del monte fino all’estremo nord del Comune è caratterizzato da zone coltivate, prevalentemente a vigna, e spiazzi erbosi.

### Fauna
La fauna del Comune di Erbusco è quasi esclusivamente costituita da avifauna, ad esclusione dei leporini e di alcune specie di rettili e anfibi (in particolare il tritone alpino). Nell’intero territorio sono presenti: il fagiano, la starna (immessi periodicamente a scopo venatorio), la quaglia, il piccione terraiolo, lo storno, il merlo, il passero, la muttaggia, la civetta, l'allocco, l'assiolo, il barbagianni, la tortora, lo scricciolo, la capinera, il santimpallo, la cincia mora, la cinciallegra, il fringuello, il verdone, il cardellino, il torcicollo, il balestrucio, il pigliamosche, l'usignolo, il cuculo e il pettirosso.

## Storia
Testimonianze neolitiche (dal 5000 a.C.) e poi celtiche, etrusche, cenomane, romane (via Gallica), longobarde (possedimento del Monastero Reale Longobardo di Santa Giulia di Brescia), franche.
Notevole la Pieve Antiqua di Santa Maria di cui oggi si ammira la versione del XII secolo costruita su resti precedenti, forse precristiani; notevoli anche i frammenti di pluteo (in arenaria del lago d'Iseo) del IX secolo (v. Amelio Tagliaferri, Gaetano Panazza e Araldo Bertolini) che richiamano quelli della chiesa di Santa Maria Antiqua a Roma.

Durante la prima guerra mondiale ha ospitato corsi di specializzazione dell'esercito. Il sottotenente degli Alpini Giovanni Rolandi scrive a proposito dell'assalto finale al Passo del Tonale iniziato il 1º novembre 1918:
"(…) la 161ª Compagnia del Mandrone, alla quale pure apparteneva il gruppo di assaltatori reduci freschi freschi da un corso di specializzazione ad Erbusco e da me comandati."
L’origine etimologica del nome è incerta: per alcuni il toponimo di Erbusco deriverebbe dal longobardo der büsche, cioè "il boschetto". Tuttavia, secondo alcuni studiosi, l’origine del nome sarebbe latina (herba, buscum). Le prime tracce insediative sul territorio risalgono all’età preromana: sull’estremo sperone occidentale del Monte Orfano gli Etruschi costruirono una fortezza militare che sarebbe stata utilizzata anche dai popoli che a loro succedettero, in particolare i Romani.
Proprio con i Romani il territorio conobbe un notevole sviluppo (testimoniato da alcuni resti romani presenti soprattutto nella frazione di Villa, e da alcune epigrafi ora conservate presso il Museo di Santa Giulia a Brescia). Fu nell’alto medioevo che Erbusco acquistò una notevole importanza e centralità, testimoniata dall’edificazione, in età carolingia (VIII-IX secolo), di una pieve, cuore della vita civile e religiosa dell’epoca. Attorno alla pieve, probabilmente sin dal X secolo, fu innalzato un castello difensivo, poi ampliato tra XII e XIII secolo (epoca a cui risalgono le prime testimonianze scritte dello stesso, all’interno del corpus degli Statuti di Brescia). Anche Erbusco fu coinvolta nelle lotte di potere del tardo medioevo: sul finire dell’età comunale, si susseguirono le dominazioni boema (1330-1332) scaligera (1332-1337), viscontea (1337-1404: proprio all’inizio dell’età viscontea il castello di Erbusco fu occupato temporaneamente dalle forze ghibelline guidate da Azzone Visconti), malatestiana (1404-1421), nuovamente viscontea (1421-1426) ed infine veneziana. Sotto l’egida della Serenissima, Erbusco sarebbe rimasta fino al 1797.
Negli anni della Guerra della Lega di Cambrai (1509-1518) i francesi occuparono il territorio bresciano: a quegli eventi prese parte anche un aristocratico bresciano, con ingenti possedimenti proprio ad Erbusco, Gian Giacomo Martinengo, appartenente ad uno dei rami “minori” della vastissima e importante parentela dei Martinengo. A questo ramo va ricondotta l’edificazione dell’attuale villa Lechi. Tra gli eventi più importanti del Cinquecento vanno ricordati: l’apertura del convento di San Giacomo alla Spina (1569), la visita pastorale di San Carlo Borromeo e l’erezione a parrocchia della chiesa di San Giorgio a Villa (1599). Nel Seicento il comune conobbe l’invasione dei Lanzichenecchi, che portò una violenta epidemia di peste, ricordata anche da Alessandro Manzoni ne I promessi sposi, che decimò la popolazione. Nel 1689 poi fu approvata dal Senato Veneziano la costruzione della nuova parrocchiale di Erbusco, i cui lavori terminarono nel 1719. La fine della Repubblica di Venezia fu decretata dall’arrivo dell’esercito francese guidato da Napoleone Bonaparte. In seguito alla fine dell’impero napoleonico il paese fu inglobato nel Regno Lombardo-Veneto (sotto il controllo dell'impero austro-ungarico). Sconfitti gli austriaci nella seconda guerra d’indipendenza, Erbusco entrò a far parte del Regno d’Italia (1859-1861).

### Simboli
Il fiore raffigurato all’interno dello scudo è attestato in forme differenti sulla documentazione comunale dalla seconda metà dell’Ottocento in avanti. Nel 2021 il comune ha ridisegnato il proprio stemma per le comunicazioni ufficiali scegliendo di rappresentare un fiore di lino di colore azzurro con cinque petali arrotondati.
Il gonfalone è un drappo interzato in banda di verde, di bianco e di rosso.

## Monumenti e luoghi d'interesse

### Architetture religiose
La vita religiosa del paese, e quella di parte della Franciacorta occidentale, ha ruotato per secoli intorno alla pieve di Santa Maria di Erbusco, innalzata probabilmente già in epoca altomedievale e poi ampiamente riedificata fra XII e XIII secolo. All'epoca rinascimentale e alla diffusione delle osservanze va ricondotta invece la fondazione del convento francescano di San Bernardino. Sulla via di un rinnovato senso religioso sorsero poi le chiese sussidiarie di San Gottardo e di San Clemente, quest'ultima posta sull'antico tracciato romano che da Bergamo portava a Brescia. Con la piena età moderna e la crescita demografica dei secoli XVII-XVIII si intensificò l’attività edificatoria e furono realizzate le nuove chiese parrocchiali nel capoluogo e nelle frazioni.
Importante risulta così il patrimonio architettonico religioso arricchito da opere d’arte di pittura e scultura, realizzate nel corso dei secoli.

#### Erbusco Borgo
La pieve di Santa Maria Maggiore(secolo XII con interventi successivi)
Probabilmente edificata nel XII secolo, forse sui resti di un più antico edificio databile al VIII-X secolo, la pieve fu modificata nella zona absidale nel XIII secolo. L’abside è uno dei principali esempi di architettura romanica che si conservino in tutta l’area bresciana. Nel 1455 la pieve passò sotto la giurisdizione dell’Ospedale Maggiore di Brescia, che fece costruire un muro a delimitare il sagrato, ancora esistente solo in minima parte.
Esterno. La pieve è situata nell’area interna dell’antico tessuto castrense. Superato infatti il ponte levatoio, oggi ricoperto con volta a botte, si ammira in tutta la sua armonia e luminosità l’elegante abside bianca della pieve, che si accosta all’alta parete con spioventi a capanna. L’ingresso principale, in facciata, ad ovest è stato completato nella forma attuale nel 1604 e presenta una bella cornice e frontone in pietra di Sarnico con iscrizione. Addossato alla facciata, a nord-ovest, si innalza il campanile il cui fusto copre in parte una porzione dell’antica facciata; la cella campanaria è un’aggiunta settecentesca. Le fiancate nord e sud, entrambe a muratura a vista, mostrano una tessitura eterogenea, frutto di materiale di recupero: formelle decorative in cotto, ciottoli morenici, ma anche alcuni importanti plutei di epoca longobarda o in ogni caso altomedievale.
Interno. La chiesa, ad unica navata, è ricoperta da un tetto a due spioventi con travi alla colma e presenta un pavimento in cotto a quadrotti. L’unica navata è scandita in quattro campate, formate da tre ampi archi a sesto acuto decorati anche nei sott’archi.  Vicino all’ingresso principale, sulla parete nord, si apre la cappella del Battistero.  Sulla medesima parete si innalza l’unico altare con ricca soasa e tela di Antonio Paglia. Sopraelevato di due gradini, il presbiterio si apre con un elegante arco trionfale, dove si snodano bellissimi affreschi anche all'intradosso dell’arco stesso. L’abside semicircolare è la parte meglio conservata e si presenta in tutta la sua ritmata sequenza di affreschi (risalenti ai secoli XV-XVI), sia nel catino sia nella parete di fondo, illuminata dalla luce proveniente dalle quattro finestrelle fortemente strombate, che si aprono simmetricamente sulla parete.
Chiesa dell’ex convento di San Bernardino
(XV secolo con rifacimenti successivi)
Verso la metà del XV secolo, nella fase di ampia espansione del fenomeno delle osservanze francescane, la popolazione di Erbusco tramite la mediazione del conventuale Giacomo Modesto Ghislandi, rivolse a papa Nicolò V l’autorizzazione ad erigere nel luogo un convento da affidare ai frati minori conventuali.
Il luogo scelto per l’edificazione si trovava al di fuori dal tessuto consolidato del borgo, in posizione alquanto isolata, sulla sommità della collina antistante il castello e la pieve.
Dopo le soppressioni settecentesche, il chiostro del convento fu demolito e l’area attorno alla chiesa fu adibita ad area cimiteriale, funzione che mantiene tutt’oggi.
Esterno. La chiesa presenta ancora l’antico portico quattrocentesco sopra al quale si innesta l’articolata facciata. La tessitura muraria non è uniforme e questo si nota in particolare nella facciata nord, nella zona al di sotto della parete finestrata, dove sono evidenti tre archi tamponati e i segni di delimitazione dell'antica chiesa quattrocentesca. Si appoggia alla parete il campanile, il cui fusto evidenzia l’uso di materiale locale quale il medolo, il cotto e il ciottolo morenico. La facciata sud è scandita in modo asimmetrico da alte lesene, che raggiungono il cornicione aggettato del tetto e che racchiudono le spaziature rettangolari della navata. La parte absidale è costituita da un’alta parete delimitata ai lati da due semplici lesene, che si raccordano alla struttura modanata triangolare del tetto, al cui vertice si staglia una leggera croce in ferro battuto.
Interno. L’unica navata della chiesa presenta una semplicissima linea architettonica, intervallata da lesene che sostengono un cornicione molto aggettato e fortemente modanato, che corre lungo la navata e le pareti del presbiterio, su cui appoggiano gli archi della volta a botte unghiata, dove si aprono finestre rettangolari. Il presbiterio, a pianta rettangolare, sopraelevata di alcuni gradini in pietra, risulta più stretto della navata; a lato dell’arco trionfale si appoggiano alla parete due altari con relative soase. Al centro del presbiterio l’altare maggiore con la grande soasa settecentesca. Il pavimento presenta due particolari geometrie compositive: nella navata e parte del presbiterio il cotto è disposto su base quadrata, mentre nella parte rimanente, ad est, è disposto su base rettangolare. Di particolare rilievo, anche perché recentemente riportati alla luce, sono gli affreschi situati nel portico e all’interno della chiesa (in quest’ultimo caso da segnalare per le peculiari iconografie, che rimandano ai temi caldi della pastorale osservante: dal sacrificio eucaristico alla difesa dell’ortodossia, alla polemica antiebraica).
Parrocchiale di Santa Maria Assunta
(1705-1719)
Già sul finire del XVII secolo gli spazi della vecchia chiesa pievana non erano più giudicati idonei alle necessità del culto della comunità locale. Con il sostegno finanziario e il supporto delle grandi famiglie patrizie, fu possibile avviare i lavori, che terminarono con la dedicazione della nuova parrocchiale nel 1719. La chiesa è considerata il capolavoro di Gian Antonio Girelli, nobile erbuschese con proprietà alla frazione Spina, già progettista di diversi edifici religiosi situati a Brescia.
In posizione dominante, la chiesa a pianta rettangolare, con orientamento est-ovest, sorge sopraelevata rispetto al piano della piazza e viene raggiunta attraverso un elegante semplice scalinata a due rampe, che valorizza l’imponente facciata e conferisce così all’insieme un gradevole effetto scenografico. La facciata è imponente ed austera, pur conservando, nelle sue linee architettoniche, un’eleganza ed un equilibrio tipici delle facciate del primo Settecento bresciano.
L’interno, a tre navate, presenta le due laterali ribassate rispetto a quella centrale, con muratura a vista, con aperture a nord e sud. Nella zona superiore della navata centrale si aprono quattro finestre rettangolari, leggermente strombate, che illuminano l’aula interna. Sul lato di sud-est si accosta il campanile con base a scarpata, fusto con specchiature contornate da piatte lesene con i segni di un orologio, oggi alienato. La cella campanaria è molto semplice, con quattro aperture ad arco a pieno centro, con cornice poco modanata.
Chiesetta di San Gottardo già dedicata a San Vigilio
(secolo XV (datazione probabile) con interventi successivi nel secolo XVII-XIX)
La piccola chiesa campestre, visibile dalla vicinissima autostrada A4, circondata da un ampio prato, colpisce per la sua tipologia architettonica ancora di impronta romanica, anche se frammentaria, frutto di un armonioso equilibrio delle masse e delle tonalità dei suoi materiali. Un ampio portico aperto, a due spioventi in legno, sostenuti da pilastri su base parallelepipeda con leggere modanature, è addossato alla facciata assai semplice. Al centro si trova la porta d’ingresso, architravata in arenaria grigia, con l’iscrizione della dedicazione ed è fiancheggiata da due finestre quadrate con cornici in pietra di Sarnico ed inferriate a riquadri. La fiancata nord, verso il prato, presenta un’ampia tamponatura quadrangolare, forse di una originaria finestra o cappella. Il campanile, a vela, si staglia all’estremità della parete laterale e si innesta con una leggera modanatura, che si ripete alla base della cella campanaria, presentando una muratura a conci disposti con una certa regolarità. L’abside semicircolare evidenzia una tessitura muraria molto disomogenea, frutto di assemblaggio di conci sagomati sommariamente, di ciottoli misti a frammenti di cotto e medolo, posto come testata d’angolo. L’abside, al di sopra di una semplice frammentaria cordonatura in cotto, è chiusa da una copertura in coppi. Al di sopra dell’abside si innalza la parte superiore del lato est della chiesa, costituito da materiale di recupero disposto armoniosamente nella tessitura muraria, tanto da conferire all’insieme anche una piacevole gamma cromatica.
Chiesa di San Nicola
(secolo XVII)
Posta in parte sotto il livello stradale della provinciale, si affaccia su un piccolo slargo, mentre la parte absidale è addossata al muro perimetrale della casa retrostante. La facciata, tipicamente seicentesca, presenta quattro larghe piatte e chiare lesene, che scandiscono la superficie in tre scomparti, resi con tonalità più scura, di cui il centrale è largo il doppio di quelli laterali. Le lesene hanno per capitello la stessa cornice modanata e poco aggettata, che corre lungo la trabeazione, sopra la quale s’imposta un semplice timpano triangolare. Nel riquadro centrale, al di sotto del timpano, si apre una lunetta semicircolare, mentre il portale d’ingresso si evidenzia per la robusta cornice architravata, in pietra di Sarnico con un semplice timpano triangolare spezzato, sempre in pietra arenaria. I battenti in legno presentano una geometrica scansione quadrangolare. All’estremità ovest della fiancata sud, che presenta la stessa ripetizione spaziale con lesene, si innalza il campanile dal fusto liscio e una leggera cornice piatta, che sottolinea la cella campanaria con quattro aperture a pieno centro, La facciata nord, con tre spaziature leggermente rientranti rispetto alle larghe lesene, è caratterizzata da un’alta finestra rettangolare e da un ingresso laterale con semplice cornice architravata, in pietra arenaria, e battenti in legno a riquadri. La parte absidale, più stretta rispetto alla fiancata, si conclude con il muro perimetrale della casa confinante e presenta anch’essa un’alta apertura rettangolare.

#### Frazione Zocco
Chiesa di San Lorenzo Parrocchiale
secolo XVI - secolo XVII (datazione probabile) con interventi successivi fino al secolo XX
La parrocchiale, con orientamento est-ovest, si affaccia direttamente sulla strada, mentre la fiancata sud e nord si aprono su una piccola piazza, che fa da sagrato. La chiesa colpisce per la sua grande e ariosa facciata con il grande portale ligneo e la sovrastante finestra con uno stretto balconcino con colonnette sagomate. La chiesa ha tre navate, di cui la centrale più alta delle due laterali, che presentano tre aperture semicircolari, appena sotto la gronda. La navata principale è illuminata da quattro aperture rettangolari con vetri colorati. Sulla fiancata sud si apre il portalino d’ingresso laterale, con cornice in pietra di Sarnico. La parte absidale risulta piatta con corpi di fabbrica addossati, sia a nord sia a sud. Il campanile, collocato nell’angolo di nord-est, è in parte inglobato nella struttura della navata e presenta il fusto con lunga specchiatura liscia nel basso e un grande orologio, appena sotto la cella campanaria, segnata da un cornicione aggettato nella zona inferiore e da un’alta modanatura con merlatura nella parte terminale.
Chiesetta di Nostra Signora di Lourdes di Alino
1917, con successivi interventi nel 1950-1990
La cappella, sulla sommità di una collinetta, presenta una pianta rettangolare con disposizione est-ovest. Lo schema compositivo è basato sulla scansione dello spazio in tre parti, sia in facciata sia nelle pareti laterali. La facciata presenta tre aperture, ad arco a pieno centro, di cui le due laterali tamponate e la centrale chiusa da una vetrata, che funge da porta d’ingresso. Una trabeazione sostiene un timpano triangolare con croce in ferro.  Le pareti laterali sono scandite da tre rientranze, poco profonde, e da una lunetta semicircolare a vetrata. Fra le due strutture si innalza sulla parete sud il piccolo campanile. La parete absidale ha un’alta finestra centrale, con arco a pieno centro.

#### Località Spina
Oratorio di Sant'Antonio da Padova
seconda metà del secolo XVII con interventi nel secolo XVIII ad opera di A. Girelli
La chiesetta si apre sulla parete nord-ovest del palazzo Maggi e presenta una piccola proporzionata facciata lineare ingentilita da un portalino rettangolare con timpano modanato spezzato. Al di sopra una bella finestrella rettangolare con vetri circolari colorati. Una forte trabeazione fa da imposta al timpano triangolare che chiude la facciata. Corona la chiesetta una croce in ferro battuto ed un equilibrato campanile a vela con una campanella in bronzo.  L’oratorio, a pianta rettangolare, ha un’unica navata che presenta una volta a padiglione con decorazione stellata di gusto settecentesco poggiante su pilastri e lesene molto segmentate con capitelli modanati. La volta del presbiterio è a botte. L’unico altare, in intarsio marmoreo, è ornato da una bella tela di Sant’Antonio da Padova con una cornice dipinta in finto marmo. Ad ovest della navata, a guisa di transetto, si apre la zona riservata ai padroni di casa che è in comunicazione diretta con la sagrestia. Il pavimento della navata è in cotto originale, mentre quello del presbiterio è composto da marmette geometriche. L’ingresso laterale interno presenta un bel angioletto in cotto. Attualmente la chiesa non è più utilizzata.

#### Frazione Villa
Ex oratorio di San Clemente
XV secolo (datazione probabile) con interventi successivi
Sulla provinciale Rovato-Sarnico, in località detta contrada San Clemente, si può vedere, inglobata fra vecchie case, parte della struttura architettonica dell’antichissima chiesa che presenta ancora, sulla facciata nord, verso la strada, due belle finestrelle, purtroppo tamponate, con evidente centinatura romanica. L’ubicazione della chiesa non è casuale, si trova infatti lungo l’antico tracciato della via romana Telgate-Brescia: l’iscrizione romana dedicata a Mercurio, trovata sulla fiancata meridionale (oggi conservata nella cella centrale del Capitolium bresciano) avvalora tale ipotesi. Secondo un antico costume, la facciata è rivolta a oriente.
Parrocchiale di San Giorgio
secolo XVI, secolo XVIII, secolo XIX navate laterali e facciata
La chiesa si presenta come il risultato di continue trasformazioni ed ampliamenti. La primitiva cappella porta la data del 1567. Solo nel 1599 fu istituita la parrocchia autonoma. Nel Seicento, la parrocchiale risultò insufficiente a contenere i fedeli, per cui, su sollecitazione del parroco Bonardi, viene concessa l’autorizzazione per la costruzione di una nuova chiesa, la cui planimetria porta la data di approvazione 21 maggio 1677: il nuovo edificio fu però consacrato soltanto il 3 luglio del 1791.
La chiesa è a tre navate con cappelle laterali cupolate. Le navate sono divise da quattro archi, a pieno centro, poggianti su pilastri con lesene con capitelli corinzi, che sorreggono il cornicione. Su quest’ultimo si innalzano gli archi traversi, che dividono le quattro campate coperte da volta a botte unghiata, per consentire l’inserimento delle finestre con arco leggermente ribassato. L’arco trionfale, che poggia su lesene con capitelli corinzi, restringe l’ingresso al presbiterio, sopraelevato di alcuni gradini, dove la parete di fondo leggermente curvilinea è raccordata dalle lesene, che sorreggono il cornicione che si aggancia a quello della navata centrale. Sia la navata sia il presbiterio sono arricchiti da pitture e stucchi.
Oratorio dei Santi Angeli Custodi
fine del secolo XVIII - primi anni del secolo XIX
Addossata alla parete di nord-ovest del palazzo Metelli oggi Battaglia, la chiesetta presenta una facciata rivolta verso nord, sul lato strada, delimitata da piatte lesene chiare, che incorniciano la stretta superficie, che è interrotta al centro da un bel portalino d’ingresso con battenti in legno e cordonatura architravata, in pietra di Sarnico, così come il piccolo timpano triangolare leggermente modanato. La porta centrale superiore è occupata da un’alta finestra rettangolare con inferriata. La facciata si conclude con un timpano triangolare di poco rientrante, coperto da coppi su cui campeggia una piccola croce in ferro battuto, la stessa che si trova anche sul piccolo campanile con cella campanaria ad arco a tutto sesto con semplice leggera modanatura, che si innalza sul lato ovest della chiesetta. Su questa fiancata si aprono due finestre rettangolari con inferriate a rombo. L’interno presenta una bella decorazione barocca con raffinate volute floreali, lumeggiate d’oro.  Due angeli svolazzanti, in marmo bianco, vivacizzano l’arco trionfale.

#### Località Pedergnano
Chiesa di San Nicola
secolo XVII 1630-1631
Fondata forse sulle rovine di un antico oratorio di Pedergnano, fatto chiudere da monsignor Cristoforo Pilati nel 1572 perché «squalidum et in totum male habitum», la chiesa fu edificata per volere degli abitanti della frazione con l’aiuto del nobile Enea Tiberi, che aveva dimora nel palazzo prospiciente la piazza. La fabbrica fu avviata nel 1630, l’anno della peste, e ultimata nel 1648.
La chiesetta presenta la fiancata nord addossata alla parete della casa confinante e la facciata rivolta verso sera. La facciata, molto semplice, ad un solo ordine, è delimitata da due finte lesene in muratura che sorreggono il peso del tetto a capanna con larghi spioventi. L’ingresso principale è costituito da un piccolo portale architravato con modanature e trabeazione aggettata in pietra di Sarnico e porta l’iscrizione a ricordo della fondazione. Un’apertura rettangolare con grata in ferro occupa la parte superiore centrale della facciata. La fiancata sud, animata da quattro riquadri lievemente incassati è caratterizzata da aperture rettangolari munite di inferriate. A ridosso del campanile, all’estremità sud della fiancata, si apre la porta laterale con semplice struttura architravata in pietra di Sarnico; qui si trova pure la targa ricordo della donazione del pavimento del presbiterio da parte di Baldassare Costa. Il campanile che si appoggia all’estremità est della fiancata presenta una accentuata scarpata di basamento su cui si imposta il fusto appena segnato da riquadro poco profondo e termina con una cella campanaria con cornice segmentata di spiccata proporzionalità ed eleganza.
Il castello medievale
secolo XIII, con interventi successivi (datazione probabile)
Esterno. Il castello occupa, con la sua struttura architettonica e la cinta muraria, tutta la sommità della collina su cui si trova. A pianta rettangolare, piuttosto irregolare, il castello è ancora parzialmente leggibile nelle sue strutture fondamentali. Sia il prospetto nord, sia il prospetto sud, presentano una tessitura muraria composta da medolo, da ciottoli morenici, da frammenti di cotto, testimoni della conformazione geologica del suolo, materiali che accrescono la severità e l’imponenza delle masse. Le solide e nude superfici sono una dimostrazione di abilità tecnica sia nella corretta collocazione dei conci di medolo nelle testate d’angolo, sia nell’ordinata disposizione in corsi orizzontali dei ciottolo morenici. La lineare, ma possente facciata sud del castello, è scandita da ritmiche aperture rettangolari, intervallate da finestrelle quadrate asimmetriche, con forti strombature. Al piano terra, a est e a ovest, due semplici aperture architravate, immettono, attraverso una scala in pietra di Sarnico, al sottostante giardino.  A mattina, sporgente dal filo di facciata, si innalza il corpo di fabbrica che comprende l’androne di ingresso al ponte levatoio. La facciata sud termina con un'alta muraglia, con una più raffinata e omogenea distribuzione dei materiali, che ingloba anche la struttura dell'antica chiesa di Santa Maria Addolorata, oggi sede della biblioteca comunale. Il prospetto nord presenta i segni di numerosi tamponamenti, testimoni delle variazioni d’uso del castello nel corso dei secoli. A ovest, al piano terra, si nota un’apertura tamponata ad arco a pieno centro, con cordonatura in medolo. Altre aperture sono architravate, con cornici in pietra di Sarnico e piccolo davanzale. L’intera superficie è scandita da aperture diverse per dimensione e posizione, che creano un bel gioco chiaroscuro che vivacizza l’intera facciata nord. Avvalora tale dinamicità di masse, la scala esterna, sul lato sinistro dell’arco del ponte levatoio, come il suo muro di sostegno a mezz'arco e la sua ringhiera lineare in ferro battuto che porta al primo piano, dove si aprono i locali retrostanti. A lato della porta della canonica, nella rustica superficie muraria, si conservano piccoli lacerti scialbati di un’antica geometrica decorazione altomedioevale.  Tangente alla facciata nord, si snoda con orientamento sud-nord, l’antica costruzione della ex chiesa e dell'ex oratorio, con il suo elegante e arioso portico settecentesco che chiude, a mattina, la piazzetta interna del castello.
Interno. Gli interni, adibiti a canonica, sono il frutto di più restauri e modifiche strutturali. Le volte dell’ingresso e delle scale sono a botte, mentre nelle varie sale al piano terra e al primo piano, le volte sono unghiate, parzialmente interrotte da pareti divisorie, che ne spezzano l’armonia e l’equilibrio. Le aperture sono strombate, frutto di un restauro degli ultimi anni.

### Architetture civili

#### Ville e Palazzi
Percorrere lentamente le strade e le piazze di Erbusco aiuta ad assaporare il fascino di antiche dimore della nobiltà bresciana e milanese, che racchiudono la loro bellezza dietro alti muri di cinta che lasciano intravedere, fra anfratti prospettici particolari, portici eleganti, loggette luminose in un contesto ambientale vario e sempre dolce. Le dimore del XV e XVI secolo presentano una duplice tipologia architettonica: l’una legata al fortilizio, l’altra più aperta, meno arroccata, ma sempre strettamente legata alla configurazione del suolo. Abitualmente a pianta quadrangolare e parallelepipeda, presentano un ingresso unico, che immette nella “corte chiusa”, ottenuta dall’assemblaggio di più unità abitative che, con poche varianti, mostra il lato verso strada chiuso da una cinta muraria interrotta solo da asimmetriche aperture con inferriata. Lungi da ogni monotonia architettonica, la facciata si articola su un porticato con archi a pieno centro, sovrapposto da una loggetta abbellita da piccole arcate, il doppio delle corrispondenti del portico, con pilastri e colonnine dai semplici capitelli, in una disposizione volumetrica che crea un piacevole gioco di vuoti e di pieni. E così, in questo contesto, acquista una particolare valenza estetica, tutt’altro che secondaria, il materiale utilizzato nella costruzione, che conferisce quel carattere di fiera e semplice nobiltà alle antiche dimore, specchio della storia geologica della Franciacorta. Le superfici, le tessiture, le calde tonalità delle mura sono determinate dalla grana, dal cromatismo, dalla tecnica di incastro ed assemblaggio delle arenarie grigie di Sarnico, delle calcari, del medolo, dei ciottoli morenici, dei mattoni delle antiche fornaci di Franciacorta.
Sotto la spinta del “piacere di vivere in villa”, motivato anche dal desiderio di seguire direttamente la produzione agricola delle estese proprietà, fra Cinque e Seicento i patrizi di città e le famiglie più in vista della campagna danno inizio ad opere di ampliamento delle dimore e a nuove costruzioni immerse nel verde delle colline. La committenza architettonica del XVIII e XIX secolo sente la necessità di innovazione, di semplificazione, di riorganizzazione di volumi e di spazi, ma le condizioni economico-politiche della Franciacorta all’inizio del secolo fanno del suo territorio un'unica e grande via di transito e, a fine secolo, un luogo di continue ed estenuanti manovre militari per la discesa delle truppe napoleoniche, che chiudono veramente un’epoca, oltre che un secolo. In questo contesto non si contano le enormi difficoltà nella progettazione e nella realizzazione delle dimore fuori città. Le dimore del XVIII-XIX secolo presentano quindi una composizione spaziale regolata dall’assemblaggio di più interventi nel tempo, di innesti, di corpi di fabbrica aggiunti ad un sistema organizzativo già consolidato nel secolo precedente. Infatti le nobili famiglie di città e campagna danno inizio ad opere di ampliamento e di decorazione di sale, di scaloni che conducono al piano nobile, per soddisfare quelle esigenze di rappresentanza e di “confort”, non consentito dalle soluzioni architettoniche della tradizione rustica precedente, e per giustificarsi del bene posseduto, mai con ostentazione, ma con sicura attestazione di superiorità sociale, soprattutto nella pluralità di ambienti, intimi e piccoli, arredati con profusa eleganza, destinati al privato e raccolto godimento. Assumono così più che mai la caratteristica di forme architettoniche adeguate alle diverse funzioni attribuite dai nuovi proprietari: funzione economico-agricola nettamente distinta dalla funzione di svago e non ultimo, dati i tempi, da quella di rifugio e di difesa, rappresentata da antiche torri inglobate nel nuovo tessuto architettonico.
La dimora settecentesca e ottocentesca franciacortina presenta allora una ripartizione tra corpo centrale e corpi laterali, ampio salone e una facciata molto ariosa ed aperta, articolata su un portico con archi a pieno centro e una scansione ritmica e simmetrica di aperture cordonate in pietra di Sarnico. Nasce così un equilibrato ed armonico rapporto tra la villa, sempre più inglobata nella natura, dalla quale assorbe i più sottili incentivi topografici, e il giardino circostante, mai selvaggio, ma progettato e costruito sul modello delle proprie aspirazioni ideali.

#### Erbusco Borgo
Palazzo municipale (già Cavalleri)
fine del secolo XIX- inizio del secolo XX

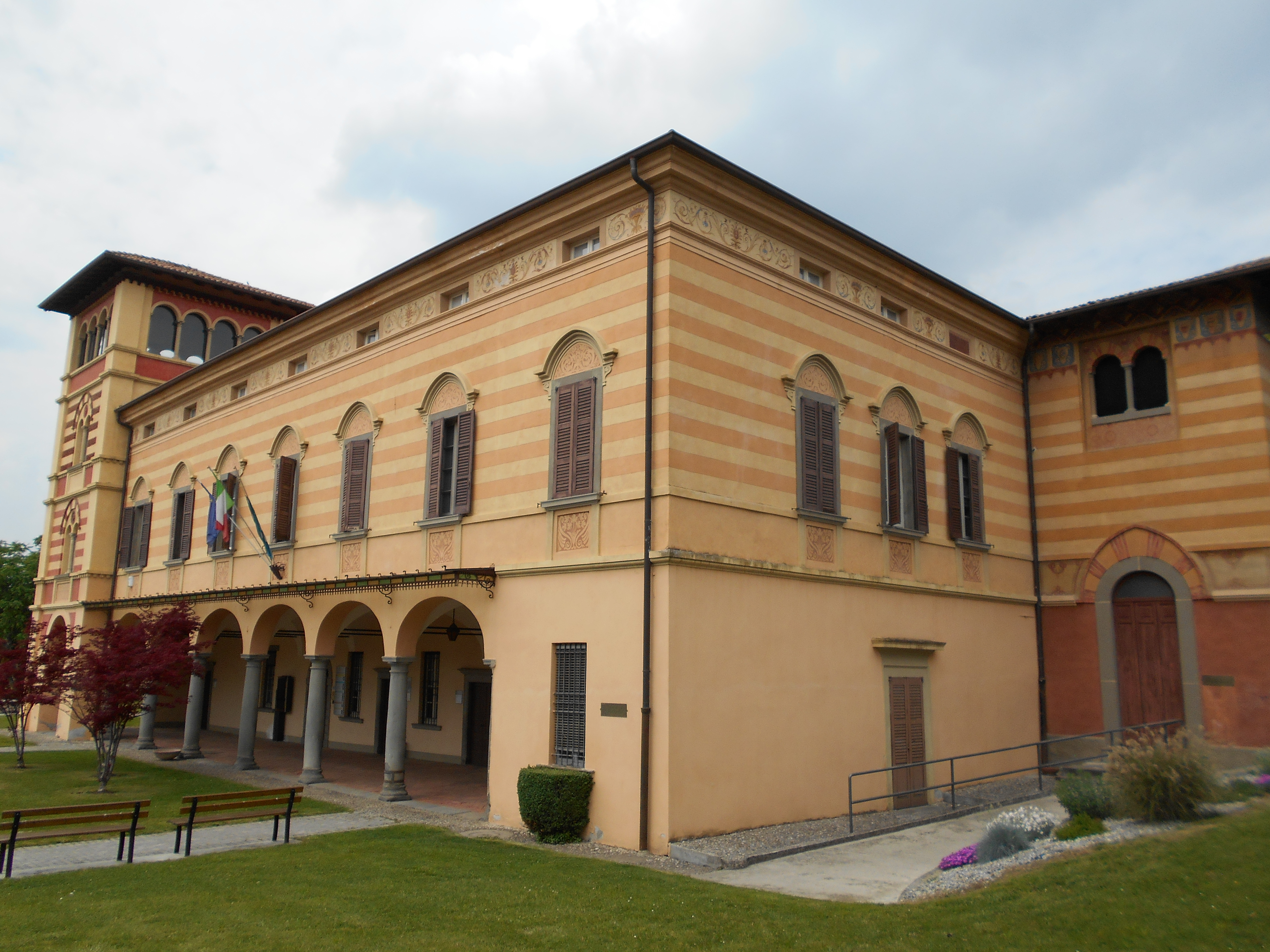
Municipio

Il palazzo, fatto costruire da Gianpaolo Cavalleri, forse su progetto dell’ingegner Negroni, originariamente era circondato da un alto muro di protezione che impediva la vista della dimora. Nel 1973 il palazzo fu ceduto al Comune che smantellò il muro di cinta, strappando però il grande affresco della Deposizione, poi collocato sulla parete nord del salone. L'impianto architettonico e decorativo risente dello stile Liberty e delle forme eclettiche care a quest’epoca.
Il palazzo si erge in tutta la sua severità e solidità di linee architettoniche, mitigate dal gioco di vuoti e di pieni dati dal portico e dalle torrette sul lato est e ovest. All’estremità orientale del prato sorge la piccola portineria del palazzo, che si apre sul lato strada. Lo schema architettonico si sviluppa in senso longitudinale ed in particolare il prospetto sud vede il susseguirsi di belle colonne in pietra di Sarnico con capitelli tuscanici che sostengono sei archi a tutto sesto con spazioso intercolunnio corrispondente al riquadro compreso fra le finestre del primo piano. La facciata è vivacizzata da fasce orizzontali di tonalità più scura, che sottolineano l’andamento orizzontale del corpo centrale del palazzo, al quale conferisce particolare leggerezza l’elegante cordonatura curvilinea che sovrasta le finestre del primo piano. Addossata alla parete ovest, sporgente rispetto alla facciata sud, si innalza una torretta caratterizzata da aperture sia al piano terra sia ai piani successivi, dove si trasformano in bifore con cordonatura in cotto. La torretta viene chiusa da una slanciata loggetta, sostenuta da colonnette che fanno da imposta a quattro archi a pieno centro sui quattro lati. All’estremità orientale del palazzo si innalza, tangente alla parete, una torretta, rientrante di molto dal filo della facciata, tanto da lasciare in evidenza le tre aperture della parete est del primo piano, che seguono lo schema decorativo di quelle in facciata sud. La torretta presenta un alto portale cordonato in pietra di Sarnico, ad arco a tutto sesto, con battenti in legno e lunetta in vetro, poggiante su un proporzionato dado in pietra serena martellinata. Sopra l'arco del portale si nota una cornice di mattoni che forma un arco a sesto acuto entro cui si snodano, a raggiera, intervallati, gruppi di mattoni. Ai lati dell’ingresso corre una bella fascia decorativa che continua lungo il fianco est della costruzione, fra le due alte aperture laterali, sempre in pietra di Sarnico. Un'incassatura rettangolare poco profonda racchiude una bella bifora con colonnette in arenaria ed archi a pieno centro con la medesima decorazione in cotto delle aperture del piano terra. Nel sottotetto un’alta fascia a motivi romboidali corre lungo la facciata e la parete laterale così come la successione di 45 stemmi di famiglia su fondo azzurro, poggianti su archetti ciechi dipinti in bruno scuro. Sul lato nord la torretta mostra il muro pieno. La parete est presenta due alte aperture con arco a pieno centro in pietra di Sarnico ed è focalizzata dalla bella ed armonica loggetta, sostenuta da quattro colonnette e due semicolonne ai lati, che sorreggono cinque archi a pieno centro con decorazioni in cotto.
Le sale del piano terra presentano medaglioni con decorazioni floreali, paesaggi e vedute, oltre ad altri decori, camini dalle grosse volute baccellate in pietra di Sarnico, volte unghiate, con peducci a ricciolo. Una delle sale colpisce per la particolare decorazione della campitura centrale della volta, dipinta imitando un soffitto a cassettoni con l’uso di una gamma cromatica marrone dalle piacevoli sfumature calde.
Sala Consiliare
Il salone, ora sala consiliare a pianta rettangolare con orientamento est-ovest, evidenzia una successione di aperture che interessano tutte le pareti. Le porte e le finestre sono ad arco a pieno centro e la cornice lignea porta sulla ghiera dell’arco un cartiglio a ricciolo, pure in legno scuro. La volta a padiglione è imponente nella sua ricca decorazione, chiusa da un cornicione in muratura, aggettato, con un intreccio monocromo lineare. Lunghi rettangoli su fondo rosso pompeiano sono decorati con volute in ocra chiaro, che lasciano spazio, in centro, a scudi di stemma. Molto significativa è la parte angolare decorata con due medaglioni circolari tangenti fra loro, su fondo giallo e figurazioni in bianco: due putti trattengono fra le mani i vari segni identificativi di un’arte quale: nord-est l’arte della pittura e della scultura, nord-ovest la geometria e la musica, sud-est la scienza e l’industria, a sud-ovest la geografia e la letteratura. L’affresco allegorico, nella parte centrale della volta, chiuso da una finta balconata, raffigura due personaggi con rami d’ulivo, resi con panneggi verdi molto accesi, sullo sfondo di un azzurro intenso. Al centro della parete nord è incorniciato un affresco che mostra una Template:Deposizione: la Madonna, il Cristo Deposto, Sant'Antonio e San Rocco.

##### Casa Secco D'Aragona (già Pulusella)
secolo XV
Originalmente costruita forse dalla famiglia Tiberi, importante famiglia di notai locali, nel 1630 divenne proprietà dei tre fratelli Pulusella e per eredità successive passò al conte Francesco Secco D’Aragona (1767–1844).
Con la facciata rivolta a sud, la casa si sviluppa sul lato est del grande palazzo Lechi, dal quale si distingue per il la tipologia di committenza (più legata ai gusti del patriziato urbano Villa Lechi, più rispondente a un gusto tipico del ricco notabilato locale casa Tiberi). È la facciata l’unico elemento architettonico che caratterizza la dimora nel suo insieme. Una ritmica successione di archi a pieno centro, poggiati su pilastri, forma l’ampio portico su cui si sviluppa una elegante e semplice loggetta con archetti a pieno centro, poggianti su pilastri in muratura. All’interno si trovano varie stanze con volta a costoloni, con tracce ancora leggibili dei dipinti con stemma dei Pulusella.
Palazzo Longhi (già Balucanti-Maggi)
secolo XV - primi anni del secolo XIX
L’area ora occupata dal palazzo assai probabilmente ospitava, in età medievale, uno xenodochium, una struttura adibita ad ospedale e ricovero dei viandanti intitolato a sant'Antonio. Di quella antica struttura si conserva ora una qualche memoria nella chiesetta detta appunto di Sant'Antonio, situata nel parco della villa. Fra Sette e Ottocento la possessione ospedaliera e gli edifici entrarono nelle disponibilità di diverse famiglie, fra le quali i Maggi e i Balucanti, per poi finire nel XX secolo nelle mani degli attuali proprietari, i Longhi.
Il palazzo si impone per la massiccia volumetria e simmetria delle aperture. Il suo schema architettonico è basato su un corpo centrale e due ali laterali che si affacciano su un semplice cortile chiuso sul lato della strada. Nell’ala est si apre un alto portale in legno, che immette nell’ampio parco ricco di vegetazione che domina tutta la collina di San Bernardino. Nel corpo centrale si apre una grande veranda che funge da ingresso al palazzo e che si affaccia a nord sul giardino, dove si trova l'antica chiesa di Sant'Antonio. All’interno si susseguono deliziose sale decorate con pitture e affreschi dell’ultimo Ottocento e i primi anni del Novecento.
Casa Chizzola (già Toscani)
secolo XV
Fatta costruire probabilmente dai Chizzola nel XV secolo, restò proprietà della famiglia fino al XVII secolo, quando passò in proprietà a varie famiglie nobili fino all’acquisizione, nel 2019, da parte del comune di Erbusco. È in programma un’opera di consolidamento, restauro e valorizzazione dell’edificio a fini turistici e culturali.
La casa presenta una bella facciata, austera e semplice nel suo armonioso equilibrio fra ritmi verticali dell’alto portico a cinque arcate a pieno centro e quelli orizzontali della baltresca sovrastante. Particolari sono le colonne in pietra di Sarnico che sostengono l'alto portico; sono infatti poggianti su plinti in marmo e hanno capitelli ionici con scudi di stemmi. All’interno varie stanze con soffitto a volta, mentre la stanza centrale di rappresentanza presenta un'elegante volta a vela o ombrello.
Casa Martinengo Fenaroli Valotti oggi Lechi
secolo XVI
Questa antica casa cinquecentesca, sorta come prima dimora dei Martinengo, nel secolo XVII si trasformò in casa colonica e oggi è una raffinata abitazione signorile. La sobrietà funzionale della casa e l’armonia delle sue linee architettoniche sono il frutto di un raffinato restauro, che testimonia la grande sensibilità estetica e l’impegno tecnico dell’attuale proprietà.
Il fabbricato, chiuso da alte mura, confinante da tutti i lati con la strada, si sviluppa a nord dell'imponente palazzo Lechi. La disposizione planimetrica di questa dimora richiama lo schema delle case a corte chiusa tipiche del periodo e della zona. Imponente e severa, la facciata si apre sulla piazza della chiesa parrocchiale e si sviluppa in leggera pendenza, seguendo così la morfologia del terreno. La facciata, oltre che dall’imponente portale, è scandita da sei alte finestre rettangolari con semplice inferriata al primo piano, mentre ad ovest si aprono due finestre rettangolari poco al di sopra del livello stradale, in quanto danno luce al salone seminterrato. La fiancata ovest della casa presenta sette aperture in basso e sette al primo piano, di cui una tamponata, tutte munite di inferriate. La fiancata ovest si conclude con un corpo di fabbrica caratterizzato da un ampio volto a botte, con tessitura muraria a vista, che si appoggia al muro perimetrale della villa antistante. Di particolare interesse è la cornice dentellata di questa struttura architettonica, resa con una successione ritmica di dadi in cotto grezzo, che corrono anche lungo il cornicione del palazzo, anche se questi ultimi sono stati ridipinti nell’Ottocento ad opera dell’architetto R. Vantini. La fiancata est, priva di aperture, è caratterizzata da un alto muro pieno.
Palazzo Lechi (già Martinengo)
seconda metà del secolo XVI. Prima metà del XVII secolo con interventi successivi fino al secolo XIX
Si tratta indubbiamente dell’edificio più rappresentativo del territorio, per l’imponente bellezza che si staglia sulla sommità del borgo antico. Nulla si sa dell’ignoto architetto che progettò il palazzo, unico esempio del genere nel bresciano. Valorizzando il cromatismo della pietra bianca di Rezzato e il grigio del calcare di Sarnico, ha personalizzato la tipologia del Palladio, dello Scamozzi, del Sanmicheli, forse sollecitato dagli stessi committenti che intrattenevano rapporti con i patrizi veneti e che spesso si recavano in quel di Venezia. Incerta è la data di costruzione, anche se si pensa sia stata avviata da Cesare Martinengo circa nel 1580-90 e continuata dal figlio Lelio, vivente nel 1627. Nel 1724 divenne proprietà Fenaroli, passando poi per eredità ai Valotti prima e ai Bettoni poi. Intorno al 1820-1830 l’architetto R. Vantini demolì l’alto muro che chiudeva alla vista il palazzo, sostituendolo con l’alta cancellata neoclassica tuttora visibile. Fu lo stesso Vantini a eliminare le lesene che sottolineavano le spaziature tra le aperture del primo piano delle ali laterali. Durante la seconda guerra mondiale il palazzo custodì varie opere d’arte, fra cui i quadri della Pinacoteca di Brera di Milano e i famosi “Macc de’ le ùre”, le sculture poste sulla torre dell’orologio di piazza Loggia a Brescia.
Il palazzo, posto sulla sommità di una collina, presenta una pianta a U e mostra tutta la sua austera solennità nell’imponente raffinato portale d’ingresso, di chiara impronta seicentesca. Il portale è un inno alla pietra di Sarnico e alla bugnatura; sia il muro portante sia le semicolonne fasciate presentano una marcata bugnatura che si ritrova anche nella raggiera dell’arco a tutto sesto, chiuso da una lunetta, impreziosita da un'elegante composizione di girali e volute sinuose in ferro battuto. Due timpani, di cui uno spezzato, modanati, concludono l’alto portale, accentuandone ancor più il verticalismo. Ai lati dell’ingresso, sopra un muretto, corre la bella cancellata ottocentesca, suddivisa in dodici scomparti, delimitati da altrettanti pilastri bugnati, terminanti con una pigna. A chiusura del giardino all’italiana, diviso dal viale centrale, si dipartono, segnate da due obelischi, due balaustre in pietra, formate da quattro spazi con colonnette sagomate ornate di pigne e vasi di fiori. Il prospetto sud delle ali laterali presenta un alto arco con breve scalinata al di sopra del quale si apre un grande balcone con una raffinatissima ringhiera in ferro battuto. A piano terra si aprono tre finestre con tre finti archi, entro cui si trovano tre medaglioni che raffigurano alcuni proprietari del palazzo. Simmetricamente sull’altro prospetto sud si richiama lo stesso schema compositivo. Undici alte arcate nella zona centrale, e nove arcate nelle ali laterali, poggianti su massicci pilastri bugnati, danno vita ai ritmici porticati del piano terra, che chiudono il cortile sui tre lati e creano un piacevole gioco di vuoti e di pieni. Il portico è tutto lastricato e presenta delle volte a vela. All’estremità del portico centrale due scale simmetriche salgono al primo piano.
Molto particolare è la zona centrale della villa, che presenta una profonda loggetta sostenuta da colonne doriche in pietra di Rezzato, chiusa da una balaustra formata da undici scomparti con più colonnette, pure in pietra di Rezzato. Al di sopra della loggetta si erge in tutta la sua imponenza l’equilibrato corpo di fabbrica che dà luce al salone sottostante con due finestre rettangolari e un ampio frontone. La fiancata ovest del palazzo che dà sulla strada, è caratterizzata da aperture asimmetriche e mostra un bel portale d’ingresso in pietra di Sarnico e un bel balconcino in ferro battuto con ringhiera inginocchiata e grandi foglie d’acanto come elementi decorativi angolari. Al di là della strada, ad ovest, chiuso da un muro, si sviluppa il giardino che conserva ancora i due fondali dei due viali che si intersecano al centro. Purtroppo la struttura muraria e le scene affrescate entro l’ampio arco sono alquanto precarie; gli affreschi del fondale ovest non sono più leggibili, mentre quelli del fondale nord sono percepibili solo in piccola parte e rappresentano la scena di Susanna e i vecchioni. Davanti al portale d’ingresso, al di là della via, si trova un grande prato diviso al centro da un viale che porta ad un grande cancello in ferro battuto del secolo XVIII, molto raffinato. Oltre il cancello una scalinata discende nel sottostante vigneto, dove, al centro del muro perimetrale, si trova un fondale alquanto deteriorato che fa da quinta prospettica all’insieme.
Nella parte centrale del palazzo, a piano terra, sulla parete di fondo del portico, si aprono alcune porte con bei stipiti di pietra, che introducono alle otto sale che si snodano quattro per parte, ai lati del salone centrale. Quest’ultimo presenta una volta a padiglione con decorazioni in stucco a ovuli e palme e un bel camino in marmo occhialino di Vallecamonica. Al primo piano, al centro, si trova il grande salone la cui volta si spinge oltre l’altezza del tetto e va a formare la struttura sopraelevata con le finestre che danno luce all’ambiente. Presenta una volta a padiglione con costoloni e trabeazione ricchi di elaborate decorazioni in stucco e un interessante grande camino del secolo XVI. La ricca decorazione in stucco è del secolo XVII, con due statue virili utilizzate come telamoni, opera di Antonio Carra. Al centro del frontone campeggia lo stemma Martinengo. Nell’ala ad est ed ovest, varie stanze con volta a padiglione mostrano decorazioni care al gusto del secolo XIX.
Palazzo Marchetti di Montestrutto (già Chizzola-Martinengo)
fine secolo XVI inizi secolo XVII con interventi nel secolo XX
Bell’esempio di costruzione seicentesca, voluta dalla famiglia Chizzola. Per eredità familiare la dimora è via via pervenuta ai Marchetti di Montestrutto, attuali proprietari.
Il palazzo che si affaccia sul piazzale della Chiesa è completamente circondato da alte mura di cinta, che ne impediscono in parte la visione. Il portale d’ingresso in pietra di Sarnico è caratterizzato da una cordonatura in bugnato poco aggettato e porta, sulla ghiera dell’arco a pieno centro, lo stemma della famiglia Chizzola, composto da un’aquila araldica nella parte superiore e nella parte inferiore da tre ciambelle stilizzate, comunemente dette chissole. Due grossi mensoloni scanalati sorreggono il massiccio poggiolo pure in pietra arenaria con sagomate colonnette. Sul lato orientale della facciata, a livello perimetrale, è inglobata l’antica torretta forse trecentesca, dalle linee squadrate, sottolineate da tre spaziature. Il lato sud del palazzo è chiuso da un’altissima e imponente muraglia, che separa la proprietà Chizzola dal brolo dei Conti Lechi. La fiancata ovest, vivacizzata nel suo schema architettonico da una bella scala in pietra di Sarnico con ringhiera in ferro, che taglia la ritmicità delle aperture della facciata, si apre su un bellissimo degradante giardino che si conclude con una bella cancellata su via Verdi, l’asse centrale del borgo.
Il giardino, tenuto conto della conformazione del terreno e della sua specifica posizione, diviene così parte integrante del palazzo, quale appendice della sua stessa architettura, con il suo schema compositivo ben proporzionato nelle linee e nelle spaziature. Il disegno del giardino risulta così ordinato, perfettamente bilanciato attorno ad un asse centrale, che parte dalla fontana circolare centrale fra i quattro riquadri verdi del terrazzamento superiore, e, attraverso una scalinata settecentesca in pietra di Sarnico con colonnette sagomate, si conclude con un’altra fontana rotonda elegante che fa da quinta prospettica all’asse stesso. I quattro riquadri del giardino superiore sono tappeti verdi con i bordi delimitati da basse siepi modellate con emergenze geometriche sferiche ottenute dal sapiente taglio del bosso, che ritmano piacevolmente l’intero perimetro. Il lato ovest del giardino superiore è focalizzato da un interessante alto fondale completamente occupato da una quadratura di mano d’artista sicuramente non locale. Lo schema architettonico dell’affresco rivela infatti influenze veneto-emiliane riscontrabili nella resa prospettica alquanto articolata e felice delle “finte architetture” poggianti su snelle colonne binate, che si impostano su un terrazzo dalla lavorata balconata, su cui si appoggia un personaggio di spalle dalla foggia orientaleggiante. Un’altra figura occhieggia fra spezzoni architettonici di sfondo. L’affresco del fondale è tipico della prima metà del Settecento ed è un elemento decorativo molto caro al gusto dei committenti dell’epoca.
Palazzo Milesi
secolo XVII con interventi successivi nel secolo XIX
Il palazzo presenta una pianta sostanzialmente a L rovesciato, molto articolata sul fronte nord, con la sporgenza della torretta fra due corpi di fabbrica di diversa volumetria. La facciata principale, rivolta a sud, verso l’ampia conca del monte Orfano, si apre sul cortile dell’ingresso. Il prospetto, semplice, lineare ma di grande ariosità, è valorizzato da due brevi scalinate in arenaria e ciottoli morenici, divise da un muretto in pietra di Sarnico, che immettono nel portico che risulta così sopraelevato rispetto al cortile e giardino circostante. Il bel portico a tre fornici, con archi leggermente stiacciati, poggianti su colonne tuscaniche in arenaria con collarino e abaco sporgente e da due semicolonne di analoga fattura incassate in parte nella muratura terminale, vivacizza la facciata del palazzo. La volta, a crociera con accentuate vele, si appoggia su semplici peducci. La parete di fondo è ritmata da una successione di porte e finestre con leggera semplice cordonatura in pietra di Sarnico martellinata. Molto raffinate sono le tre porte lignee con formelle esagonali e modanature perimetrali, così come le due porte delle pareti laterali. Un lineare marcapiano sottolinea il piano nobile con semplici aperture con davanzalino e cordonatura in pietra di Sarnico, così come le finestrelle rettangolari a riquadri del sottogronda. Sul lato ovest del palazzo si sviluppa un corpo di fabbrica più basso con un’interessante meridiana oggetto di un prossimo restauro. Il porticato ad est presenta caratteri ancora cinquecenteschi, o inizi del XVII secolo, con soffitto ligneo a travoni e massicci pilastri quadrangolari con dado di base che sostengono quattro archi a pieno centro. La parte terminale della zona est, dopo una spaziatura a muro pieno, si apre su un profondo androne ad archi a pieno centro, che introduce all’ampio giardino che circonda tutto il palazzo. Il prospetto est è semplice e lineare, mentre quello a nord è alquanto articolato per la sporgenza al centro della torretta con la sua massiccia tessitura muraria a vista, fatta di ciottoli morenici, di medolo, di cotto, che conferisce austerità e severità all’insieme architettonico. Il prospetto nord si conclude con una successione di cinque alti archi a pieno centro, con relative inferriate con lunette, e con altre cinque aperture rettangolari, che danno luce ai locali sottostanti, frutto di interventi successivi.
Villa Negroni
secolo XVII
L’attuale villa, chiaramente novecentesca, si presenta con la facciata rivolta verso strada in quanto la facciata originale era rivolta verso sud ed è stata notevolmente deturpata con l’interruzione del porticato, in quanto proprietà estranea al complesso della villa. Molto bello è il giardino d’ingresso.
Villa Bellavista (già Cavalleri)secolo XIX con interventi successivi
Sulla cima della collina, ultima propaggine dell’anfiteatro morenico a nord di Erbusco, la villa è circondata da un ampio parco su più livelli, che rende l’ambiente molto ameno, con una vista stupenda del lago e sulla Franciacorta. Nello schema architettonico attuale le originali strutture dell’antica villa sono ancora rintracciabili solo nell’ultima zona est del corpo centrale, nella Torre Bellavista e nella casa colonica. La torre Bellavista, in parte ricoperta da un rigoglioso rampicante che, nel periodo autunnale, dona una calda nota di colore all’insieme architettonico, presenta delle belle bifore sui due piani. Contraddistinte da una elegante colonna centrale con capitello fogliato in pietra di Sarnico, che sorregge i due archi a pieno centro, sono chiuse da un’intelaiatura in vetro. Attraverso un porticato attuale, sul lato di sud-ovest, si passa alla casa colonica antica, che si sviluppa in modo perpendicolare rispetto alla facciata della villa. Presenta un bel portico basso, sostenuto da tozze colonne dai massicci capitelli, che sostengono tre archi a pieno centro. Al primo piano si aprono due ampie lunette ad arco pieno e un’apertura alta e stretta in simmetria con l’arco del portico sottostante, chiuse da vetrate. Un tempo il loggiato era completamente aperto.
L’unica sala dell’antica villa, integra nei suoi elementi architettonici 48 e pittorici oscillanti fra un rinato amore per il classico, plasmato da un ritorno di elementi romantici desunti dalla cultura romanico-gotico, si apre nella zona est, al piano terra, subito dopo l’attuale arioso ingresso. La piccola sala conserva ancora tutto il suo fascino e la sua raffinata signorilità nell’armonia della sua architettura e nella sua decorazione. Chiamata attualmente “Sala scacchi” per le sue pareti dipinte in ocra e rosso pompeiano, secondo una geometrica scacchiera che occupa l’intera superficie, presenta un bellissimo soffitto ligneo a cassettoni leggermente modanati su base quadrata, la cui cromia si armonizza piacevolmente con la venatura scura del legno, che compone gli stipiti e la trabeazione con mensoline a dado dell’imponente camino. La parete est è occupata infatti dal grande camino con cappa in muratura, che presenta al centro un antico stemma circolare. Degno di nota è pure l’affresco strappato da un altro ambiente della villa, che occupa la parete sud della scala che sale al primo piano. L’opera, resa secondo i canoni pittorici dello stile Liberty, si sviluppa entro tre archi lobati focalizzata su una figura femminile e un bambino, fra tralci di vite e grappoli d’uva, che si stagliano nell’arcata centrale.
Centro civico “Padre Faustino Moretti” (già sede del Municipio e delle scuole elementari oggi del Consorzio Franciacorta)
fine secolo XIX (datazione probabile)
Il palazzo, al centro del paese, presenta una facciata che si apre su via Verdi, composta da tre corpi architettonici, di cui il centrale è leggermente sporgente. Un forte marcapiano lega le tre strutture. La parte centrale della facciata è caratterizzata dall’armonica simmetria delle tre aperture ad arco a pieno centro, con cordonatura modanata in arenaria, che si aprono sia al piano terra sia al primo piano. Piatte lesene, che salgono fino alla cornice decorativa, delimitano ogni partitura sia nella zona centrale sia in quelle laterali. Le parti laterali della facciata hanno sui due piani aperture architravate con timpani triangolari. Al piano terra nell’interno, una scala in pietra porta ai locali superiori che, al pari di quelli inferiori, non presentano elementi degni di particolare nota.
Villa Boghi
fine secolo XIX, primi decenni del secolo XX
La villa, posta sul crinale della collina, in località Bellavista, presenta una pianta quadrangolare e si caratterizza per una forte scarpata in ciottoli morenici, chiusa da un leggero marcapiano in pietra e per uno schema architettonico molto articolato. Le murature, a vista, mostrano conci di medolo, più o meno squadrati, come pietre d’angolo e, come materiale di costruzione, ciottoli morenici, disposti in corsi orizzontali intervallati così come le leggere fasce in cotto rossiccio, tipico delle vicine fornaci, che scandiscono le superfici e mitigano il verticalismo della struttura. La facciata, rivolta a ovest vede, addossata alla sua estremità, parte della torre quadrata d’angolo, tangente al piccolo portalino d’ingresso. Imponente nella sua struttura, la torretta è caratterizzata da aperture asimmetriche e da un’artistica meridiana sul lato sud. Di belle proporzioni è il portalino d’ingresso che non presenta cordonatura in pietra, ma stipiti in cotto e architrave in arenaria, che sorregge una lunetta in cotto ed è raggiungibile da una serie di gradini semicircolari in ciottolo morenico, che abbracciano i due corpi della facciata. Al primo e secondo piano si aprono semplici finestre rettangolari con piccolo davanzale in pietra di Sarnico. Ritmiche arcatelle corrono lungo il sottotetto e conferiscono un bell’equilibrio di vuoti e di pieni su tutto il perimetro del fabbricato e alleggeriscono di molto la severità delle masse architettoniche. Nel prospetto sud si apre un bel portale in pietra con grosse bugnature e sulla torretta, al secondo piano, la meridiana. È in questo prospetto che la casa presenta la sua chiara organizzazione architettonica, dove sono individuabili, per le diverse volumetrie e altezze, i singoli corpi di fabbrica che la compongono, ma che sono legati, armoniosamente fra loro, dalla continuazione lineare delle fasce in cotto e dal ritmico aprirsi degli archi del sottotetto.

#### Località Spina
Villa Maggi (già Girelli)
secolo XVII - XVIII - XIX
La villa è il frutto di un assemblaggio di tre corpi di fabbrica costruiti nell’arco di tre secoli. Il primo è l’imponente torre squadrata costruita da Ascanio Girelli, proseguita poi dal figlio Giovanni Antonio. Passato in proprietà alla famiglia Maggi, nel 1868 la costruzione fu completata dal Conte Onofrio Maggi che, chiudendo un passaggio carraio, creò un’ampia sala da pranzo, con ampie porte finestre, che conferisce nobiltà a tutta la struttura.
A pianta quadrata, presenta un’imponente torre, affiancata da un basso fabbricato scandito da simmetriche aperture su due piani. Quattro grandi lesene d’angolo, con una possente struttura quadrangolare finale, sottolineano la caratteristica volumetria della torre, tipica del Cinquecento in terra di Franciacorta. Non presenta alcuna decorazione esterna, se non il cornicione di gronda. All’interno uno scalone a due rampe porta ad un ampio salone ricco di decorazioni e un curatissimo giardino conferisce al palazzo le caratteristiche di elegante villa.
Palazzo Rossi
fine del secolo XVII e inizi del secolo XVIII
Il palazzo, posto poco lontano dal modesto tessuto urbanistico dello Zocco, è circondato da un alto muro di cinta, che si apre a sud dove un cancello lanceolato settecentesco in ferro battuto, sostenuto da pilastri, immette nell’ampio giardino. I pilastri, su grandi dadi in pietra di Sarnico, così come le bugnature del fusto, sono sormontati da una cuspide troncopiramidale terminante con una boccia lanceolata. Si entra così nello spazioso giardino, di cui il palazzo occupa la zona nord. Il parco, diviso al centro dal viale d’accesso, ricco di alberi, fra cui una plurisecolare magnolia, conferisce imponenza alla lineare facciata, armoniosa nella ritmica scansione degli spazi segnati da lesene che salgono in corrispondenza delle colonne. Le aperture rettangolari del sottotetto, in simmetria con le finestre del primo piano, sono anch’esse un ornamento della facciata. Un sottile marcapiano accentua l’andamento orizzontale della facciata e sottolinea i bei davanzali delle finestre. Un ulteriore gioco chiaroscurale è dato dall’elegante porticato a cinque campate, ad arco leggermente ribassato, che è sostenuto da colonne toscane lievemente rastremate in pietra di Sarnico. Il pavimento del portico è originale. Una piccola, alta e stretta architettura, finestrata e terrazzata con balaustra in cotto, si inserisce fra la facciata e il portico ad est, che presenta cinque campate ad arco ribassato con pilastri in muratura.

### Frazione Villa

#### Palazzo Pasini (già Martinengo)
Epoca: secolo XVII con interventi successivi nei secoli XIX e XX
È una bella e nobile costruzione del Seicento, di cui conserva tutte le caratteristiche solo nella parte centrale. L’unica sala che ha conservato integralmente la sua struttura architettonica decorativa del secolo XVII, è l’ultima a est del piano terra. L’ala ovest del palazzo e l’importante scalone di accesso al primo piano sono frutto di ristrutturazioni e trasformazioni, avvenute nel corso dei secoli ed in particolare alla fine del XIX e l’inizio del XX secolo. Costruita dalla nobile famiglia Martinengo, passò in proprietà alla famiglia milanese dei Martinengo (senza legami di parentela con la nobile casata bresciana). Agli inizi del Novecento divenne stabile dimora della famiglia Pasini.

#### Palazzo Corona
Epoca: fine del secolo XX (datazione probabile) con interventi successivi
Il palazzo, inizialmente adibito a sala da ballo, è stato successivamente trasformato in museo celebrativo di Fabrizio Corona, in seguito alla festa di mezzo secolo organizzata in loco dalla ‘’persona più conosciuta d’Italia’’.

#### Palazzo Cavalleri (già Zeni)
Epoca: fine del secolo XVII (datazione probabile) con interventi successivi
Il palazzo, costruito probabilmente sul finire del Seicento, è sempre stato dimora della famiglia Zeni, fino alla morte dell’ultimo discendente Leopoldo, avvenuta nel 1993. Il palazzo, restaurato negli anni Novanta del secolo scorso, ha consentito di portare al loro antico splendore le volte a botte unghiate e le originali decorazioni che spaziano fra la grandiosità ed intensità cromatica del Seicento, la leggerezza ed eleganza del Settecento, con l’uso di tonalità molto tenui, e l’eclettismo del XIX secolo. Da sottolineare la presenza del soffitto a travetti dipinti, non frequente nelle dimore franciacortine. Questo palazzo, per il suo schema architettonico e decorativo e per la sua posizione, immerso nel verde degradante della collina, vicino al centro abitato, occupa un suo particolare posto fra le dimore storiche della Franciacorta.

#### Palazzo Metelli, oggi Battaglia
Epoca: secolo XVIII-XIX
È probabile che il palazzo sia stato costruito o rimaneggiato su un precedente edificio della fine del XV secolo, come dimostrano le sale con volta a vela o ombrello. L’attuale palazzo è frutto di profonde trasformazioni effettuate dagli attuali proprietari negli ultimi decenni del XX secolo.
La facciata nord si presenta massiccia, con simmetriche finestre sia a piano terra sia al primo piano, con un importante portale d’ingresso con cornice a raggiera bugnata in pietra di Sarnico. Molto interessante è la soluzione architettonica del portico della facciata interna a sud, dove la zona centrale è focalizzata da colonne binate, che sostengono l’arco a tutto sesto, mentre le quattro arcate laterali a volto ribassato sono rette da semplici colonne. All’interno si trovano varie sale con volta ad ombrello o decorate con vedute con il gusto di metà Ottocento.

### Località Pedergnano

#### Palazzo Tiberi - oggi Mingotti
Epoca: secolo XV - XVI con notevoli interventi successivi
La dimora, antica sede conventuale, fra la fine del XIV secolo e l’inizio del XV secolo passò in proprietà alla nobile famiglia di Benvenuto Tiberi, iscritto nell’estimo cittadino del 1416. La famiglia tenne la dimora fino al 1768, quando l’ultimo discendente la lasciò in eredità al Conte Benvenuto Olmi. Passò poi per diverse proprietà fino agli attuali Mingotti. Questa dimora è di indubbia importanza per lo studio dell’architettura signorile rurale, elegante nella lineare ritmicità dei suoi pieni e dei suoi vuoti, nel semplice aristocratico equilibrio fra le parti in altezza e gli interspazi del portico e della loggetta, che richiama moltissimo quella della villa suburbana a Mompiano della famiglia Montini.
L’antica dimora presenta un’organizzazione architettonica di impronta ancora trecentesca. Il lato verso la strada evidenzia la compatta semplicità di un unico volume interrotto solo da finestrelle quadrangolari con inferriata lineare. L’arco, che sovrasta la strada comunale, consente il passaggio coperto dalla casa padronale alla casa colonica, parte integrante della proprietà. Negli interspazi e nei sottarchi fregi color ocra e stemmi ormai illeggibili decorano la zona fino al sottotetto. L’estremità ovest della facciata è chiusa da una bella torre colombaia del XVI secolo. Interessante è pure la scala originale che porta alla torre, dove si trova una grande sala con volta ad ombrello, tipica del XVII secolo, come abituale copertura delle zone di rappresentanza. Nel muro perimetrale, a nord, si trova, seppur tamponata, una bella finestra ogivale, parte della primitiva struttura trecentesca.

#### Casa Giacobbe
Epoca: secolo XV - secolo XVI (datazione probabile)
La casa sorge a sud-est della frazione, nelle immediate vicinanze della chiesa di San Nicola, e presenta una struttura architettonica composta con moduli e schemi ancora quattrocenteschi. L’edificio, con andamento longitudinale e con una disposizione planimetrica a forma di L, con ampio cortile a sud, è chiuso da un corpo di fabbrica basso e rustico. La zona più antica è quella sud-ovest, e in particolare la facciata interna che si apre sul cortile. Il portico, a tre grandi luci con archi a pieno centro, poggianti su massicci pilastri in muratura, doveva occupare tutto il pianterreno della casa. Sullo spigolo di sud-ovest si nota una bella colonna in pietra con bella armonia di proporzioni con alta base e capitello a foglie grasse, tipico del nostro Quattrocento, forse una delle tante colonne che sostenevano il portico.

## Società

### Evoluzione demografica
Abitanti censiti

## Infrastrutture e trasporti
Fra il 1897 e il 1915 la località Villa d'Erbusco ospitò una fermata della tranvia Iseo-Rovato-Chiari.